# Mesorregión del Agreste Pernambucano
La mesorregión del Agreste Pernambucano es una de las cinco mesorregiones del estado brasileño de Pernambuco, se extiende por un área aproximada de 24.400 km², dentro de la Zona del Bosque y el Sertón.
Representa el 24,7% del territorio pernambucano y cuenta con una población de cerca de 1.800.000 habitantes (25% de la población del Estado).
Se divide en seis microrregiones: 
- Valle del Ipanema
- Valle del Ipojuca
- Alto Capibaribe
- Garanhuns
- Brejo Pernambucano
- Médio Capibaribe.

Sus principales ciudades son: Caruaru, Garanhuns, Santa Cruz do Capibaribe, Gravatá, Belo Jardim y Pesqueira.

## Características geográficas
Geologicamente la región está situada sobre el Meseta del Borborema a una altitud media entre 400 a 800 metros , siendo que en algunos puntos como en las microrregiones de Garanhuns y del Ipojuca, las altitudes pueden llegar a los 1000 metros.
Debido al relieve accidentado el clima en la región es variado, según el relieve, que en ciertas microrregiones debido a altitud presenta temperaturas menores e índices pluviométricos más generosos, localmente esas regiones son conocidas como Brejos de Altitud, es el caso de la ciudad de Taquaritinga del Norte donde la temperatura en el invierno gira en torno de los 15 °C y en otras, generalmente barlavento, un clima más caliente y árido. Mayormente se produce un área de transición, presentando así un clima tropical semi-húmedo, con su período de lluvias más concentrado entre los meses de abril a julio.
La región está inserta en el área de cobertura del Polígono de las Secas, pero presentando, un tiempo de estación seca menor que la del sertón, debido a su proximidad al litoral. Los índices pluviométricos pueden variar en cada microrregión